# Альфред II Віндіш-Грецький
А́льфред II Нікола́ус Ві́ндіш-Грецький (нім. Alfred II. Nikolaus, Fürst zu Windisch-Grätz), (28 березня 1819—28 квітня 1876) — принц Віндіш-Грецький, офіцер австрійської армії.

## Біографія
Альфред Ніколаус народився 28 березня 1819 року у Відні. Він був першим сином і другою дитиною в родині імперського князя Альфреда I цу Віндіш-Грец та його дружини Марії Елеонори Шварценберзької. Старшою була сестра Аґлая Елеонора. Згодом у нього з'явилося молодших четверо братів та сестра.

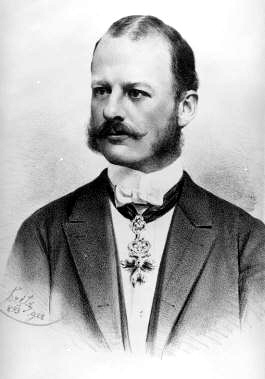
Син Альфред

Як і троє з його братів, Альфред вступив до австрійської армії. Супроводжував батька ад'ютантом у всіх військових операціях.
Під час празьких заворушень 1848 року його матір загинула, а сам принц був поранений.
У 1850 році одружився із  своєю кузиною Марією Ядвігою, донькою князя Августа з Лобковіц. За рік народився їхній єдиний син. Дружина померла 1852 року.
Брав участь у битві під Кеніггрецом, що була найбільшою битвою Австро-Прусської війни, як керманич двох полків. Був важко поранений. Від наслідків і помер за десять років.

## Родина
Дружина — Марія Ядвіга
Діти:
- Альфред (1851—1927) — принц Віндіш-Грец, міністр-президент Австрії у 1893—1895 роках; був одружений із Марією Габріелою Ауерсперзькою, мав семеро дітей.